# Land Salzburg
Das Land Salzburg ist ein Bundesland der Republik Österreich. Landeshauptstadt ist die gleichnamige Stadt Salzburg.
Das Land Salzburg ging aus dem von 1328 bis 1803 bestehenden Erzstift Salzburg hervor, einem selbständigen kirchlichen Territorialfürstentum im Heiligen Römischen Reich (im Bayerischen Reichskreis gelegen) unter der Herrschaft des Salzburger Fürsterzbischofs. Die folgende Säkularisation brachte die Umwandlung in das Kurfürstentum Salzburg, welches erstmals unter habsburgischer Herrschaft stand. Nach Auflösung des Heiligen Römischen Reiches fiel das Gebiet von 1805 bis 1809 an das Kaisertum Österreich, von 1810 bis Ende 1815 als Salzachkreis an das Königreich Bayern, und ab 1816 schließlich als Salzburgkreis Österreichs ob der Enns wieder an das Kaisertum Österreich, in welchem es 1849 zum Herzogtum Salzburg erhoben wurde. Mit dem Ende der Habsburgermonarchie 1918 ist Salzburg ein Bundesland der österreichischen Republik geworden.
Die fast 500 Jahre währende selbständige Geschichte unterscheidet Salzburg von allen anderen österreichischen Ländern.

## Geographie
Das Land Salzburg umfasst eine Fläche von 7.154,48 km². Die höchste Erhebung in Salzburg ist der Großvenediger, der mit einer Höhe von 3657 m ü. A. der vierthöchste Berg Österreichs ist. Von der Landesgrenze sind 174 km zugleich österreichische Staatsgrenze, zum allergrößten Teil im Nordwesten zu Bayern/Deutschland und zu einem kleinen Teil im Südwesten zu Südtirol/Italien. Ansonsten grenzt Salzburg im Westen und Südwesten an Tirol, im Nordosten an Oberösterreich, im Osten an die Steiermark und im Süden an Kärnten.

### Landschaften

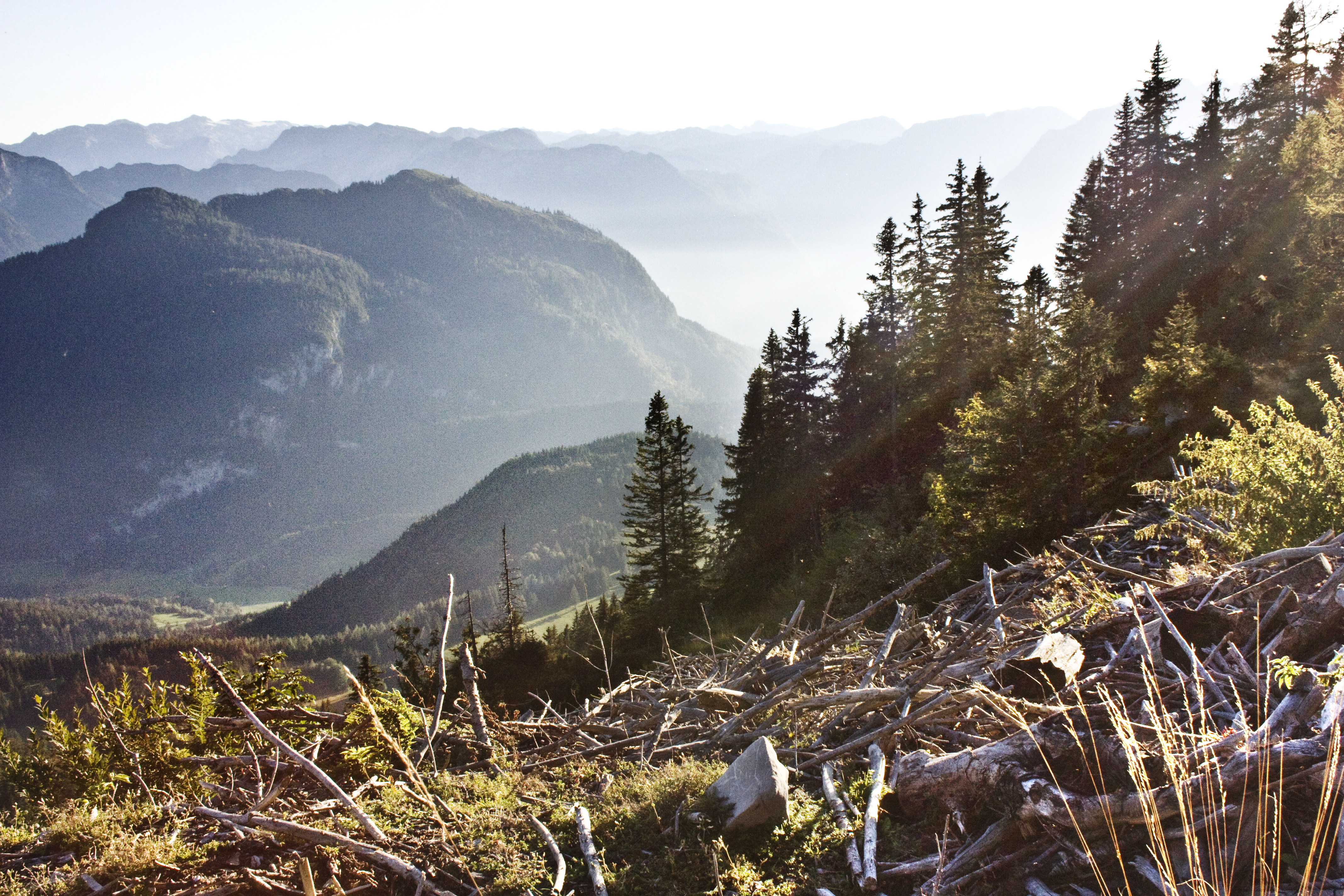
Für Salzburg typische von Alpen geprägte Landschaft, nähe St. Koloman, Blick aufs Hagengebirge

Landschaftlich wird das Land Salzburg in fünf Gaue geteilt, deren Grenzen identisch sind mit den politischen Bezirken des Landes (siehe Verwaltung).
Der nördliche Teil des Landes teilt sich in zwei Gaue:
- Der Flachgau ist das nördlichste Gebiet des Landes, zu dem auch die allernächste Umgebung im Süden der Stadt Salzburg gehört. Sein Name ist in Anlehnung an die Bezeichnungen der anderen Gaue „im Gebirge“ erst spät geschaffen worden und drückt die geografische Beschaffenheit des Gebietes aus. Dieses besteht aus dem Salzburger Voralpenland und kleinen Teilen der zu den nördlichen Kalkalpen gehörenden Osterhorngruppe.
- Der Tennengau schließt sich südlich an den Flachgau an und umfasst großräumig das Gebiet um die Stadt Hallein und die südlich davon befindlichen Gemeinden. Sein Name leitet sich vom Tennengebirge her, dessen erster Namensteil auf das Wort Tanne zurückgeht. Er umfasst im Wesentlichen das hier breite Salzachtal sowie die beiderseits davon befindlichen Berge der nördlichen Kalkalpen.

Der südliche Teil des Landes Salzburg wird in drei Gaue gegliedert:
- Der Pinzgau nimmt den westlichen Teil davon ein. Sein Name leitet sich möglicherweise vom keltischen Stamm der Ambisonten ab. Eine gängige Erklärung ist auch, dass es sich bei dem Gebiet um den Binsen-Gau handelt, da dieses Gewächs früher hier häufig anzutreffen gewesen sein dürfte.
- Der Pongau bildet den mittleren der drei südlichen Gaue. Die Bezeichnung leitet sich von Pongo, dem früheren Namen für das heutige Bischofshofen, her. Pongo selbst geht vermutlich auf ein keltisches bona (Grenze; (begrenzte) Fläche, Ebene) zurück; möglich ist auch ein Zusammenhang mit Bohne; gemeint ist dabei die Pferdebohne, die dort zu finden war.
- Der Lungau befindet sich im Südosten des Landes Salzburg. Die Herkunft des Namens ist nicht geklärt, geht aber recht sicher auf ein slawisches oder auf ein keltisches Wort zurück. Möglich ist ein Zusammenhang mit Lonka, dem auf das gleichlautende slawische Wort für Moor, Sumpf zurückgehenden Namen für einen Bach im Norden des Lungaus.

Diese drei südlichen Gaue haben Anteil an den Hohen Tauern sowie im Lungau an den Niederen Tauern, die beide zu den Zentralalpen gehören. Gemeinsam werden sie – besonders aus der Sicht der weniger gebirgigen Gegenden des Landes Salzburg – als Innergebirg bezeichnet.

### Verwaltungsgliederung

#### Politische Bezirke
Das Land Salzburg ist in fünf politische Bezirke und eine Statutarstadt, die Stadt Salzburg, gegliedert. Die Bezirke werden landesüblich noch immer Gaue (als Landschaftsräume) genannt.
| Kfz | Bezirk               | Gau              | Fläche in km² | Einwohner |
| --- | -------------------- | ---------------- | ------------- | --------- |
| S   | Salzburg-Stadt       | Landeshauptstadt | 65,65         | 157.659   |
| HA  | Hallein              | Tennengau        | 668,33        | 62.115    |
| SL  | Salzburg-Umgebung*   | Flachgau         | 1.004,42      | 159.208   |
| JO  | St. Johann im Pongau | Pongau           | 1.755,16      | 83.310    |
| TA  | Tamsweg              | Lungau           | 1.019,69      | 20.460    |
| ZE  | Zell am See          | Pinzgau          | 2.641,22      | 90.094    |

* Verwaltungssitz Seekirchen am Wallersee

#### Gemeinden mit Stadtrecht
Im Land Salzburg gibt es elf Gemeinden mit Stadtrecht (Einwohnerzahlen vom 1. Jänner 2025). Im Lungau gibt es keine Stadtgemeinde.
| Stadt                         | Kfz | Einwohner |
| ----------------------------- | --- | --------- |
| Salzburg                      | S   | 157.659   |
| Hallein                       | HA  | 21.654    |
| Saalfelden am Steinernen Meer | ZE  | 17.299    |
| Seekirchen am Wallersee       | SL  | 11.708    |
| St. Johann im Pongau          | JO  | 11.643    |
| Bischofshofen                 | JO  | 10.743    |
| Zell am See                   | ZE  | 10.227    |
| Neumarkt am Wallersee         | SL  | 6.657     |
| Oberndorf bei Salzburg        | SL  | 6.058     |
| Mittersill                    | ZE  | 5.723     |
| Radstadt                      | JO  | 5.043     |

## Geschichte
Die Siedlungsgeschichte Salzburgs reicht bis in die älteste Jungsteinzeit. Von den Kelten stammt der älteste Name der Stadt: Iuvavum. Unter den Römern war Iuvavum ein Verwaltungsbezirk innerhalb der Provinz Noricum bzw. Noricum Ripense. Seit der Landnahme durch die Baiern im 6. Jahrhundert gehörte das Gebiet des späteren Landes Salzburg zum Herzogtum der Baiern. Durch Gründung oder Erneuerung des Stifts St. Peter 696 und die Gründung des Frauenklosters auf dem Nonnberg 713 auf den Ruinen des römischen Iuvavum schuf der hl. Rupert die Grundlage für ein Bistum (739), das 798 Erzbistum Salzburg und damit zum Mittelpunkt der baierischen Kirchenprovinz wurde. Diese umfasste nahezu den gesamten altbaierischen Raum. Nach diesem Heiligen ist auch der angrenzende Rupertiwinkel benannt.
Erzbischof Eberhard II., einem entschiedenen Parteigänger der Staufer, gelang es 1200 bis 1246 aus Grafschaften, Gerichten und Vogteien ein geschlossenes erzbischöfliches Herrschaftsgebiet aufzubauen. Mit der Anerkennung der Grenzen dieses – vorerst noch bayrischen – Landes Salzburg durch den Herzog Heinrich XIII. von Landshut im Jahr 1275 begann die Ablösung Salzburgs vom Herzogtum Bayern. 1328 wurde Salzburg durch die Erlassung einer eigenen Landesordnung zum weitgehend selbstständigen Staat innerhalb des Heiligen Römischen Reiches Deutscher Nation. Als Erzstift Salzburg entwickelte es sich zu einem Pufferstaat zwischen Bayern und den Habsburger-Ländern. Es galt aber bis zum Ende des alten Reiches als Teil Bayerns im landschaftlichen Sinn (so war es Bestandteil des bayerischen Reichskreises; Abraham a Sancta Clara spricht von „Salzburg in Bayern“).
Wirtschaftlich war im 15. und 16. Jahrhundert nicht nur der Salzhandel von großer Bedeutung, sondern auch der Goldabbau im Rauriser und im Gasteiner Tal. Die Abbaumengen an Gold waren kurzzeitig die größten in Mitteleuropa. Der Reichtum des Landes Salzburgs nahm zu, damit aber auch die sozialen Spannungen zwischen reichen Bürgern und Adeligen sowie der armen Landbevölkerung. Verbunden mit einem autokratischen Machtanspruch der Fürsterzbischöfe führten die Spannungen 1462/63 und 1525 ausgehend von den Gebirgsgauen zu Bauernaufständen. Der Bauernaufstand 1525 war auch vom aufkommenden Protestantismus geprägt. In der Folge kam es mehrfach zu Protestantenvertreibungen. Die größte Vertreibungswelle fand unter Fürsterzbischof Leopold Anton Graf von Firmian statt, der 1731/32 rund 20.000 Salzburger Protestanten („Salzburger Exulanten“) des Landes verwies.
1803 kam das Fürstentum als säkularisiertes Kurfürstentum Salzburg an den habsburgischen Großherzog Ferdinand III. von Toskana, 1805 gemeinsam mit der Fürstpropstei Berchtesgaden zum 1804 gegründeten österreichischen Kaiserreich. 1810 wurde Salzburg infolge des Pariser Vertrags als Salzachkreis bayerische Provinz. Nach dem Wiener Kongress 1814/15 wurde Salzburg 1816 mit dem Vertrag von München endgültig in das Kaisertum Österreich eingegliedert. 1829 wurde dann mit Bayern noch die Salinenkonvention abgeschlossen. Bis 1850 blieb das Salzburger Land als Salzburgkreis nur ein Teil von Österreich ob der Enns (Oberösterreich). Die bis dahin immer zu Salzburg gehörenden westlichen Teile Salzburgs und die ehemalige Fürstpropstei Berchtesgaden blieben bei Bayern, das Zillertal und Windischmatrei (Matrei in Osttirol) wurden an Tirol angegliedert.

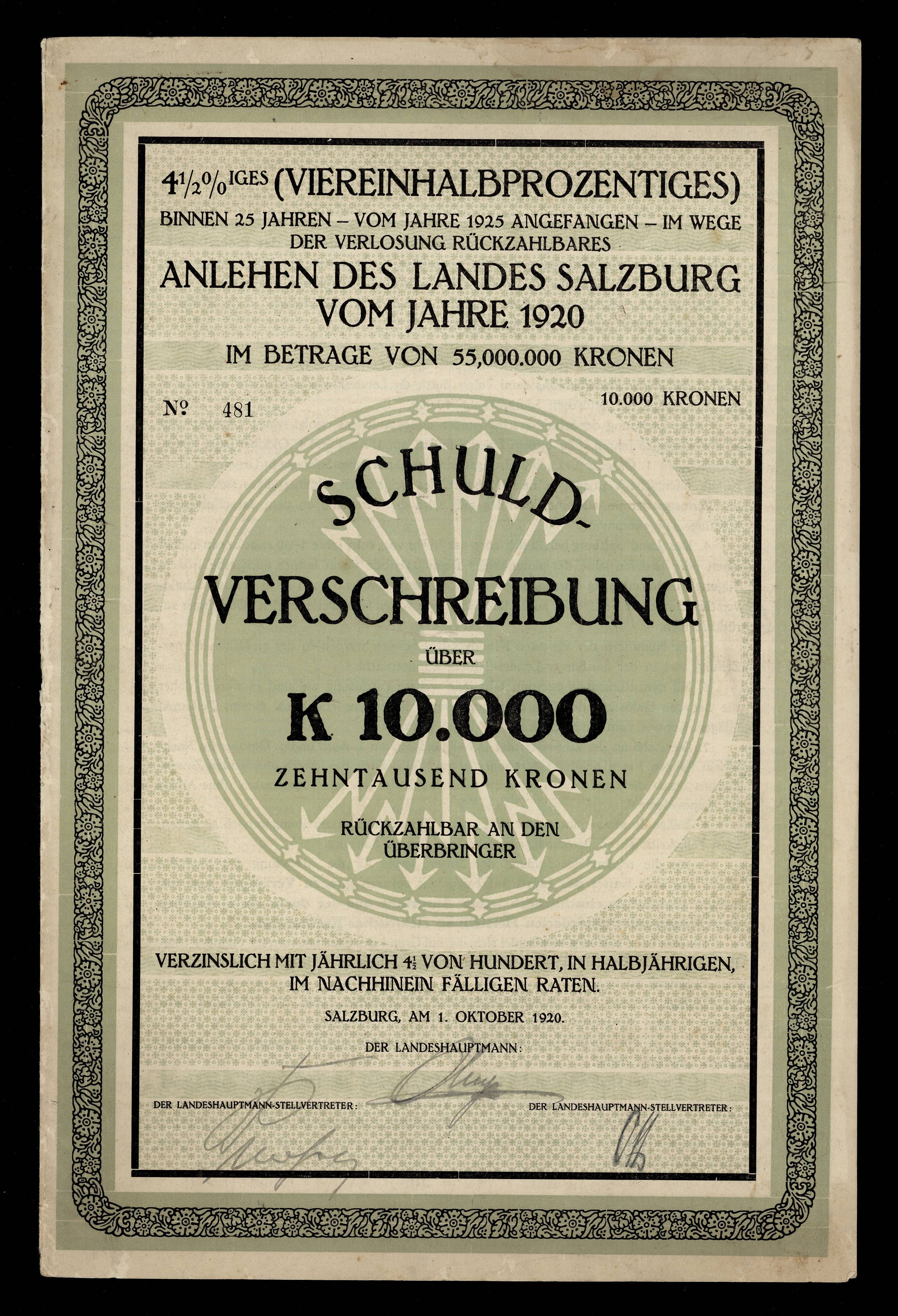
Schuldverschreibung des Landes Salzburg vom 1. Oktober 1920 zur Förderung der Elektrizitätswirtschaft im Land Salzburg

1850 wurde Salzburg auf Entscheid von Kaiser Franz Joseph I. eigenes österreichisches Kronland, das seit 1861 auf Grund der Februarpatent genannten Verfassung einen eigenen Landtag als Legislative und einen Landesausschuss als Exekutive besaß, Vorform der späteren Landesregierung (mit dem Namen Landesregierung wurde damals die Statthalterei bezeichnet). Das Land wählte nun auch Mandatare ins Abgeordnetenhaus des Reichsrats.
Ende Oktober 1918 wurde das Land Salzburg Teil Deutschösterreichs, seit 12. November 1918 Republik und seit 25. Oktober 1919 Republik Österreich genannt. In der nichtamtlichen Volksabstimmung vom 29. Mai 1921 stimmten 99,07 % der Abstimmenden für den Anschluss Salzburgs an das Deutsche Reich. Eine Abspaltung von Österreich widersprach jedoch der Verfassung Österreichs wie auch der Anschluss an das Deutsche Reich dem Vertrag von Saint-Germain, so dass das Plebiszit keine entsprechenden politischen Folgen hatte.
Wie ganz Österreich wurde Salzburg von 1934 bis 1938 diktatorisch regiert. In der Zeit der NS-Diktatur (1938–1945) war Salzburg das einzige ehemals österreichische Land mit unveränderten Landesgrenzen. Die Eugen Grill Werke in Hallein waren der größte Rüstungsbetrieb im Land während der NS-Zeit. Nun widmet sich das Salzburger Personenkomitee für Stolpersteine  den nationalsozialistischen Tätern und veröffentlichte eine erstmalige Liste von Salzburger NS-Mördern.
Im besetzten Nachkriegsösterreich (1945–1955) waren das Land Salzburg und Oberösterreich südlich der Donau Teil der US-amerikanischen Besatzungszone.

### Religion
Mit 61,2 Prozent bildet die römisch-katholische Kirche die größte Glaubensgemeinschaft im Land Salzburg, weitere 2,9 Prozent sind evangelischen Glaubens. Gemäß Schätzungen gehören 3,7 Prozent der Bevölkerung einer orthodoxen Kirche an, 5,6 Prozent sind muslimischen Glaubens und 0,01 Prozent bekennen sich zum Judentum (alle Zahlen: Stand Anfang 2018).
Über die religiöse Zusammensetzung der restlichen Bevölkerung liegen keine aktuellen Zahlen vor. Letztmals wurden diese Zahlen im Rahmen der Volkszählung im Jahr 2001 erhoben: Damals gehörten 3,9 Prozent der Bevölkerung weiteren (oben nicht aufgeführten) Glaubensgemeinschaften an, 9,6 Prozent waren ohne Bekenntnis und weitere 3,1 Prozent machten keine Angabe zu ihrer Religion.

## Politik

### Landesverfassung
Die gegenwärtige Salzburger Landesverfassung datiert von 1999 und wurde seither mehrfach geändert. Mit der in einer Volksabstimmung angenommenen Reform der Landesverfassung wurde unter anderem der seit 1921 geltende Regierungsproporz (die Vertretung aller Parteien gemäß ihrer Stärke im Landtag) abgeschafft und durch das Mehrheitssystem ersetzt. Im Gegenzug wurden die Minderheitsrechte im Landtag (Untersuchungsausschüsse, Volksbefragungen, Anfragerechte, Kontrollrechte usw.) ausgebaut. Mit der Revision von 2005 wurde das aktive Wahlalter auf 16 Jahre abgesenkt.
Schon 1921 wurden Instrumente der direkten Mitbestimmung der Bevölkerung in Form von Volksabstimmungen und Volksbegehren eingeführt. 1985 wurde auch die Volksbefragung ermöglicht. Gleichzeitig würde das Unterstützungserfordernis von bisher 20.000 Wahlberechtigten auf 10.000 Wahlberechtigte gesenkt.

### Landtag
Der Salzburger Landtag ist die gesetzgebende Körperschaft des Landes Salzburg. Er setzt sich aus 36 Abgeordneten zusammen, die fünf Fraktionen angehören. Größte Fraktion ist seit den Wahlen von 2023 die ÖVP mit zwölf Sitzen, gefolgt von der FPÖ mit zehn Sitzen.
Geschichtlich stellte zumeist die ÖVP die größte Fraktion im Landtag. Mit der Landtagswahl in Salzburg 2004 wurde erstmals die SPÖ unter Gabi Burgstaller stimmenstärkste Fraktion. Diese Position wurde von der ÖVP bei der Landtagswahl in Salzburg 2013 nach dem Salzburger Spekulationsskandal wieder zurückgewonnen.

### Landesregierung
Die Salzburger Landesregierung ist das höchste Verwaltungsorgan des Landes und zählt 7 Mitglieder. Die amtierende Landesregierung besteht aus vier Regierungsmitgliedern der ÖVP und drei Vertretern der FPÖ.
In der Geschichte des republikanischen Österreich haben zwei Salzburger Landeshauptleute wesentliche Rollen eingenommen: in der Ersten Republik Franz Rehrl, in der Zweiten Republik Josef Klaus, der von 1964 bis 1970 in den Kabinetten Klaus I (große Koalition) und Klaus II (erste Alleinregierung der Zweiten Republik) als Bundeskanzler fungierte.

### Europaregion
Seit 1995 besteht die Euregio Salzburg – Berchtesgadener Land – Traunstein, ein Zusammenschluss auf kommunaler Ebene zur Verbesserung der vielfältigen zwischenstaatlichen Zusammenarbeit in Umsetzung des europäischen Gedankenguts.

### E-Government
Über das E-Government-Portal des Landes Salzburg können Bürger Anträge online ausfüllen und elektronisch an die zuständige Behörde schicken. Diese Form der Antragsstellung vereinfacht den Behördenweg und das Verfahren kann schneller erledigt werden. Die Formularlösungen decken u. a. die Bereiche „Bauen und Wohnen“, „Land- und Forstwirtschaft“ sowie „Kultur“ ab, und stammen von dem österreichischen IT-Unternehmen aforms.

### Salzburger Landeszeitung und Landeskorrespondenz
Die Salzburger Landeszeitung besteht seit 1774 (früher: Salzburger Zeitung) und wird heute als offizielles Amtsblatt vom Landesmedienzentrum vierzehntäglich herausgegeben.
Daneben werden laufend Pressemeldungen unter dem Titel Salzburger Landeskorrespondenz herausgegeben, die im Pressearchiv online abgerufen werden können.

### Partnerschaften
Seit 1970 verbindet das Land Salzburg und die Republik Litauen, die damals noch Sowjetrepublik war, eine Partnerschaft.
Im Jahr 1999 wurde mit der Autonomen Provinz Trient (Republik Italien) ein Partnerschaftsvertrag unterzeichnet. Es handelt sich um den in Österreich meist Trentino genannten, italienischen Teil des historischen österreichischen Kronlandes Tirol bis 1918, das einstige Welschtirol.

## Wirtschaft, Verkehr und Infrastruktur
Im Vergleich mit dem durchschnittlichen Bruttoinlandsprodukt der Europäischen Union, ausgedrückt in Kaufkraftstandards, erreichte das Land Salzburg 2014 einen Indexwert von 152 (EU-28: 100, Österreich: 129). 2016 war Salzburg mit einem Bruttoinlandsprodukt pro Kopf von 48.700 Euro das reichste Bundesland Österreichs – vor Wien.
Im Land Salzburg gilt der Tourismus als einer der wichtigsten Wirtschaftszweige. Durch die alpine Lage lebt das Land vom Sommer- und Wintertourismus. Das Land Salzburg ist nach Tirol das österreichische Bundesland mit den meisten Gästenächtigungen (von 2001 bis 2011 jährlich zwischen rund 21,5 und 24,5 Millionen). Die touristische Vermarktung des Landes wird von der SalzburgerLand Tourismus GmbH koordiniert. Gesellschafter dieser handelsrechtlichen Gesellschaft sind die Tourismusverbände des Landes Salzburg mit 51 Prozent der Anteile. Weitere 40 % Anteile hält das Land Salzburg, sowie je 3 % die Wirtschaftskammer, Landwirtschaftskammer und Arbeiterkammer.
Durch die besondere geografische Lage ist Salzburg verkehrstechnisch und wirtschaftlich mit den bayerischen Landkreisen Berchtesgadener Land und Traunstein verzahnt. So führt die kürzeste Straßenverbindung zu den Städten und Gemeinden des Pinzgaus über das sogenannte Kleine Deutsche Eck (Salzburg–Bad Reichenhall–Lofer). Wirtschaftlich sind besonders Freilassing (Ortsteil Salzburghofen war einst ein Vorort Salzburgs) und Bad Reichenhall mit Salzburg verbunden.
Im Bahnverkehr besitzen insbesondere die Bahnstrecken Wien–Salzburg, Salzburg–Rosenheim(–München) und Salzburg–Villach überregionale Bedeutung. Im Umland der Stadt Salzburg besteht das Netz der S-Bahn Salzburg, das um die Regionalstadtbahn Salzburg ergänzt werden soll.
Als größter infrastruktureller Versorger des Landes fungiert die zu rund drei Viertel der Stadt und dem Land Salzburg gehörende „Salzburg AG“. Diese bietet Strom, Wasser, Erdgas und Fernwärme und ist Betreiberin verschiedener öffentlicher Verkehrsmittel. Zudem werden von dem Unternehmen Telekommunikationsdienstleistungen (Telefon, Internet, Kabelfernsehen) angeboten.

## Kultur

### Brauchtum

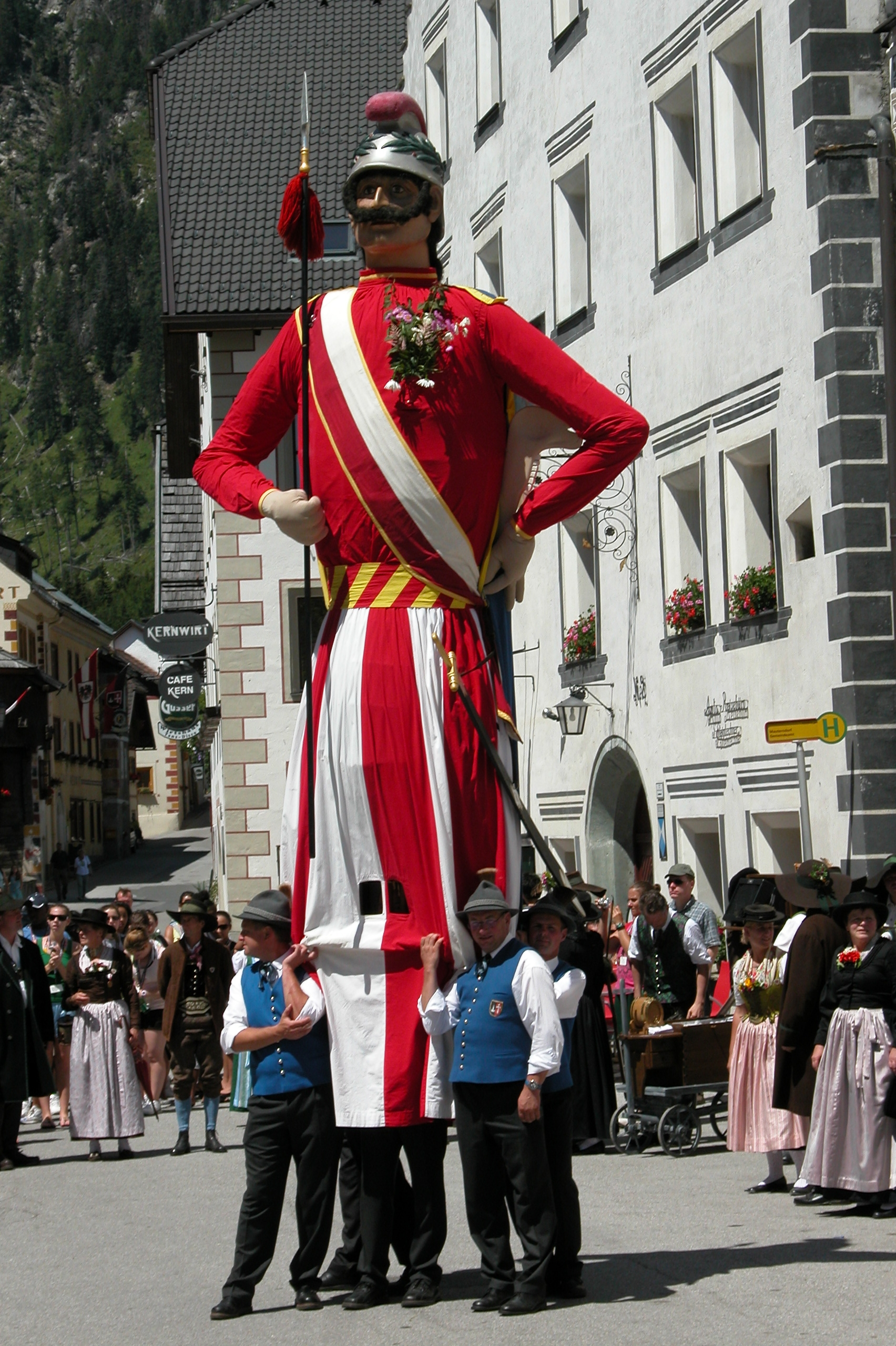
Samsonumzug in Mauterndorf

Die unterschiedlichen Landschaften beherbergen viele verschiedene Bräuche, von denen manche nur (noch) an einem einzigen Ort gepflegt werden. Landesweit kommt in der Vorweihnachtszeit der Nikolaus mit dem Krampus. Eine neuere Entwicklung in größeren Städten oder Marktgemeinden sind organisierte Krampusläufe, bei denen sich die Krampusfiguren eher an Fantasykostümen der Filmindustrie orientieren. Eine der wenigen Gegenden, in der Krampuspassen jährlich noch unter dem Motto „getreu dem guten, alten Brauch“ am 5. und 6. Dezember von Haus zu Haus ziehen ist das Gasteinertal.
Jährlich kommen in den Raunächten nach Weihnachten Glöckler und Perchten, welche den Zweck haben, die bösen Geister des Winters zu verjagen (Winteraustreiben) und so Platz zu machen für das neue Jahr. Bekannt ist unter anderem der Pongauer Perchtenlauf (siehe Perchten).
Lebendige Sommerbräuche speziell im Lungau sind die Prangstangen und die Samsonumzüge. Der fünftägige Rupertikirtag in der Stadt Salzburg ist eines der bekanntesten Volksfeste in Österreich und wird jährlich von insgesamt mehr als 100.000 Personen besucht.

### Kulturvereinigungen und kulturelle Veranstaltungen
Vereine und Gruppen zum Zwecke der Förderung kultureller Interessen und der Durchführung kultureller Veranstaltungen finden sich geballt in der Landeshauptstadt, sind aber im gesamten Bundesland vertreten. Als organisatorischer Zusammenschluss und Vertreter gemeinsamer Interessen fungiert für alle der Dachverband Salzburger Kulturstätten. Offizielle beratende Gremien seitens des Landes sind der Salzburger Landes-Kulturbeirat und der Salzburger Kulturdienst.
Kulturelle Großveranstaltungen und Veranstaltungszyklen gibt es in erster Linie in der Stadt Salzburg. Zu den bedeutenden regelmäßigen Kulturveranstaltungen im Land zählen – neben Brauchtumsveranstaltungen von lokaler Bedeutung – die Rauriser Literaturtage (seit 1971), das Jazzfestival Saalfelden (seit 1979) und die in Radstadt stattfindenden Paul-Hofhaimer-Tage (Alte und Neue Musik, seit 1987).

### Kulturförderung
Das Land Salzburg hat zahlreiche kulturelle Förderungen eingerichtet mit dem besonderen Schwerpunkt der Unterstützung der zeitgenössischen Kunst. Im Bereich der Literatur sind dies der Rauriser Literaturpreis, der Georg-Trakl-Preis für Lyrik und Jahresstipendien für Literatur. In den Bereichen Musik, Film und Bildende Kunst gibt es ebenfalls Jahresstipendien, darüber hinaus den Großen Kunstpreis für Musik, den Musikpreis Salzburg und verschiedene Landespreise für Architektur, Keramik, Malerei, Grafik.